# Agavesirup
Agavesirup eller agavenektar er en type sirup og sødemiddel, der kan fremstilles af flere forskellige typer agaver inklusive Agave tequilana (blå agave) og Agave salmiana. Blå agavesirup indeholder 56% fruktose som sukker, hvilket giver den sødende egenskaber.
Blå agavesirup er normalt 1,4-1,6 gange sødere end sukker, og det kan derfor bruges som alternativ til dette. Da det er plantebaseret bliver det ligeledes brugt som erstatning for honning, for personer der lever vegansk. Det bruges også som bindemiddel i mange morgenmadsprodukter.